# Епархия Менорки
Епархия Менорки (лат. Dioecesis Minoricensis, исп. Diócesis de Menorca) — католическая епархия латинского обряда, расположенная на острове Менорка, Испания.

## История
Епархия Менорки была основана около 500 года. После захвата острова вандалами епархия Менорки подчинялась митрополии на Сардинии. В 897 году папа Роман подчинил епархию Менорки Жироне.
Епископское преемство на Мальорке прервалось с арабским завоеванием Испании, Менорка была захвачена арабами в 903 году. Хотя в 1287 году король Арагона Альфонсо III присоединил Менорку к своим владениям и изгнал мусульманское население, отдельная епархия на острове не была восстановлена вплоть до конца XVIII века.
23 июля 1795 года папа Пий VI учредил епархию Менорки, первым епископом стал Антонио Вила. Кафедральным собором стала церковь Санта-Мария, построенная в XIV веке на месте бывшей мечети.

## Современное состояние
Территория епархии распространяется на весь остров Менорка. Епархия является суффраганной по отношению к архиепархии Валенсии. С 2009 года епархию возглавляет епископ Сальвадор Хименес Вальс. Кафедральный собор епархии — Кафедральный собор Санта-Мария в городе Сьюдадела. Кафедральный собор носит почётный титул малой базилики.
По данным на 2013 год епархия насчитывала 80 500 католиков, 19 приходов и 37 священников.